# Sky's the Limit
Sky's the Limit är en låt skriven av Ola Svensson, J-Son och Hamed Pirouzpanah, framförd av Ola Svensson. Den släpptes 22 juni, samma dag framträdde Ola med den i TV4:s allsångsprogram "Lotta på Liseberg". Singeln sålde guld och toppade den svenska singellistan. Texten handlar om att man skall våga satsa för fullt för att lyckas, ta sikte på stjärnorna så når man kanske till månen...

## Listplaceringar
| Lista (2009) | Topplacering |
| ------------ | ------------ |
| Sverige      | 1            |